# キアーリ
キアーリ（伊: Chiari）は、イタリア共和国ロンバルディア州ブレシア県にある、人口約19,000人の基礎自治体（コムーネ）。

## 地理

### 位置・広がり

#### 隣接コムーネ
隣接するコムーネは以下の通り。
- カステルコヴァーティ
- カストレッツァート
- コッカーリオ
- コローニェ
- コメッツァノ＝チッツァーゴ
- パラッツォーロ・スッローリオ
- ポントーリオ
- ロッカフランカ
- ルディアーノ
- ウラーゴ・ドーリオ

### 地震分類
イタリアの地震リスク階級 (it) では、3 に分類される
。

## 行政

### 分離集落
キアーリには、以下の分離集落（フラツィオーネ）がある。
- Santellone, Monticelli, San Giovanni, San Bernardo

## 姉妹都市
- ヴァルマドレーラ、イタリア 2009年
- Algemesí、スペイン 2014年

## 関連項目

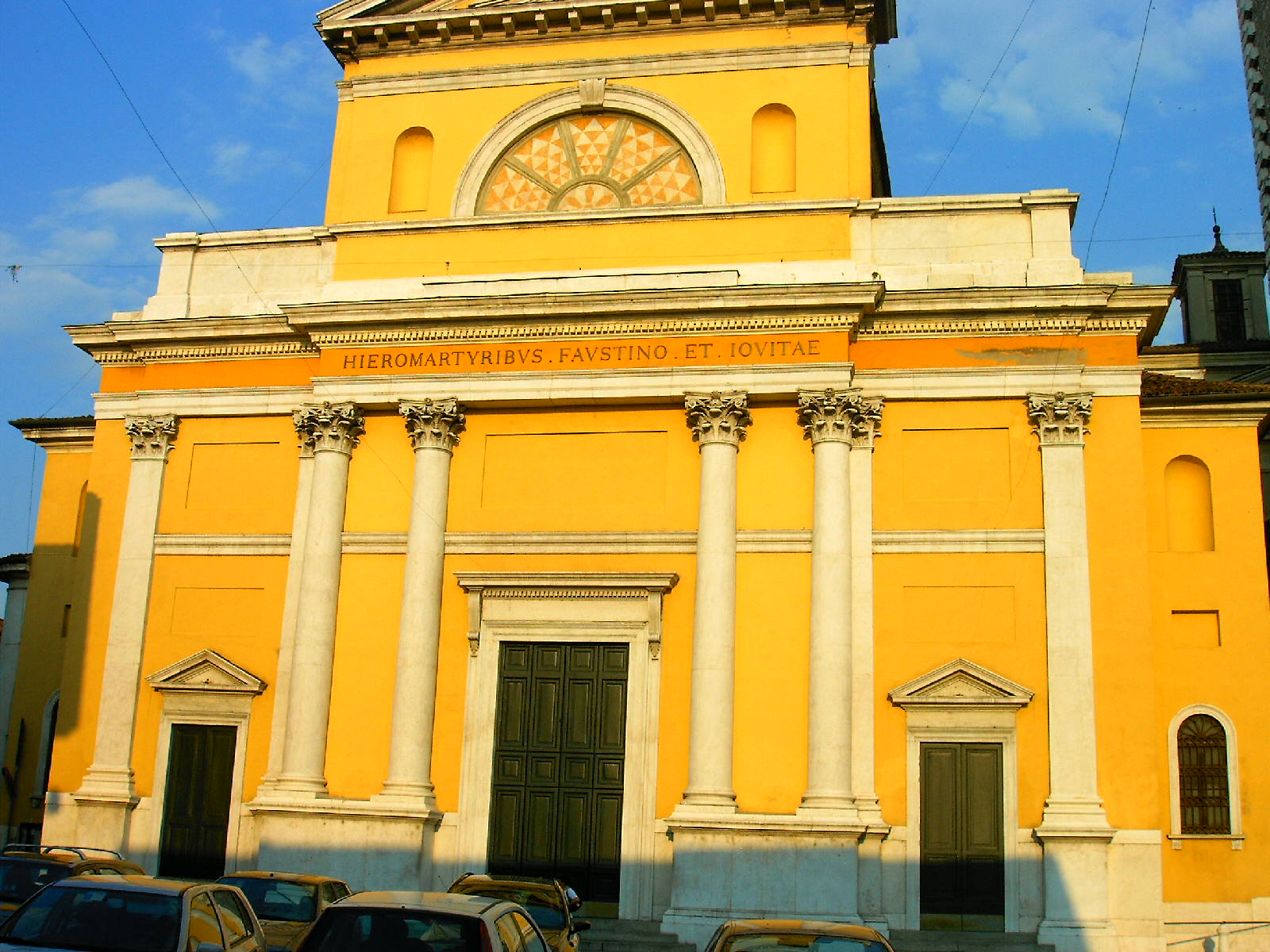
ドゥオーモ